# Edward Cruttwell
George Edward Wilson Cruttwell (Frome, 5 de diciembre de 1857-Leatherhead, 10 de noviembre de 1933) fue un ingeniero civil inglés. Trabajando con John Wolfe Barry y Henry Marc Brunel, fue el ingeniero residente a cargo de la construcción, y luego el primer ingeniero supervisor, del Puente de la Torre en Londres, y permaneció asociado con el Puente de la Torre hasta su muerte en 1933. Se convirtió en un ingeniero de puentes de renombre internacional mientras también trabajaba en muelles, puertos, ferrocarriles y otras infraestructuras.

## Primeros años de vida y educación
Nació el 5 de diciembre de 1857, hijo de Wilson Clement Cruttwell, un abogado, y Georgiana Daniel, en Frome, Somerset. Uno de 11 hijos, su hermana menor fue la historiadora de arte y crítica Maud Cruttwell. Al igual que sus hermanos, estudió en el Clifton College de 1869 a 1874, y luego en el King's College de Londres. Después de graduarse, en octubre de 1876 fue aprendiz del ingeniero ferroviario Robert Pearson Brereton, quien fue responsable de completar muchos de los proyectos de Isambard Kingdom Brunel después de su muerte en 1859.

## Carrera
Pasó un año en la oficina de Brereton antes de ser asignado a obras portuarias, ferroviarias y de muelles para los Comisionados del Puerto de Neath como ingeniero residente asistente bajo uno de los ingenieros de Brereton, William Bell.
Sólo estuvo en Brereton hasta 1878 (o 1879),> cuando se unió a la firma de Sir John Wolfe Barry y Henry Marc Brunel. Inicialmente pasó cuatro años trabajando en la oficina de Barry y Brunel. Pero a los 25 años fue nombrado ingeniero residente responsable de la construcción del puente ferroviario de Blackfriars, cargo que ocupó entre 1883 y 1886.

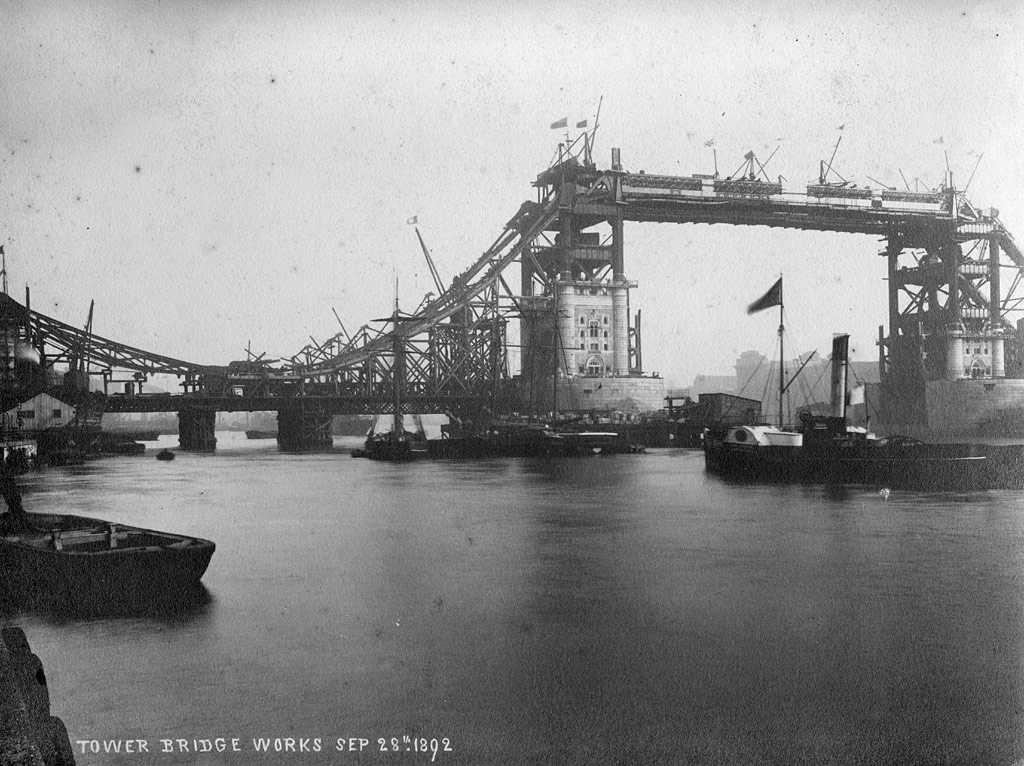
El Puente de la Torre en construcción, 1892.

En 1886, Barry le ofreció la opción de convertirse en su asistente personal o en el ingeniero residente del Puente de la Torre. Eligió el Puente de la Torre y fue en este papel que alcanzó prominencia nacional como ingeniero a cargo de su construcción desde su inicio en 1886 hasta su inauguración el 30 de junio de 1894. Designado para ese puesto a los 28 años, fue reconocido junto con Wolfe Barry (el ingeniero jefe del puente) por el trabajo en el Puente habiendo «procedido enteramente bajo el Sr. Barry y su competente ingeniero residente el Sr. Cruttwell». En 1898, después de trabajar para Wolfe Barry y Brunel durante 16 años, fue nominado para convertirse en miembro de la Institución de Ingenieros Mecánicos; Brunel resumió su carrera hasta ese año:
«[Se formó] en el King's College de Londres (Departamento de Ciencias Aplicadas) de 1874 a 1876... De 1878 a 1894, Cruttwell trabajó de forma continuada para el Sr. (más tarde Sir) John Wolfe Barry y el Sr. Henry Marc Brunel, inicialmente en su oficina, luego como único responsable como ingeniero residente en el Puente Ferroviario de Blackfriars de 1883 a 1886, y luego en el Puente de la Torre de 1886 a 1894».
Presentaría dos artículos importantes a la Institución de Ingenieros Civiles sobre la construcción del Puente de la Torre que forman la base de gran parte de la comprensión actual de la ingeniería. El 28 de marzo de 1893 presentó un documento detallado sobre los cimientos, mientras que el 19 de noviembre de 1896 presentó uno sobre la superestructura. El mes siguiente, en el debate habitual sobre los trabajos presentados anteriormente, defendió enérgicamente el Puente de la Torre de sus críticos de ingeniería, señalando en respuesta a uno que sugirió que el hecho de no convertirlo en un puente ferroviario significaría que tendría que ser derribado que «en cuanto al día en que el puente tendría que ser derribado, sólo podía decir que sería algo muy bueno para los ingenieros, ya que les daría algo de trabajo que hacer».
Después de la inauguración del Puente de la Torre, la Corporación de Londres «contrató los servicios del Sr. E. W. Cruttwell, quien desempeñó muy hábilmente el puesto de ingeniero residente durante todo el período de construcción» como ingeniero a cargo del ahora operativo Puente de la Torre, por el que recibió £500 por año. Mantuvo este puesto hasta 1897, cuando se fusionaron los roles de ingeniero y capitán de puente. Bridge House Estates también lo nombró ingeniero para los puentes de Southwark y de Londres.
Además, tras la inauguración, la Tower Bridge Subway Company, que explotaba el Tower Subway, un túnel peatonal que era el único medio anterior para cruzar el Támesis al este del Puente de Londres, demandó a la Corporación de la Ciudad de Londres por 30 00 libras por pérdida de ingresos. Cruttwell fue uno de los testigos clave en el arbitraje, argumentando que el reclamo era infundado debido a que el metro se encontraba en «condiciones muy descuidadas».

### Práctica individual

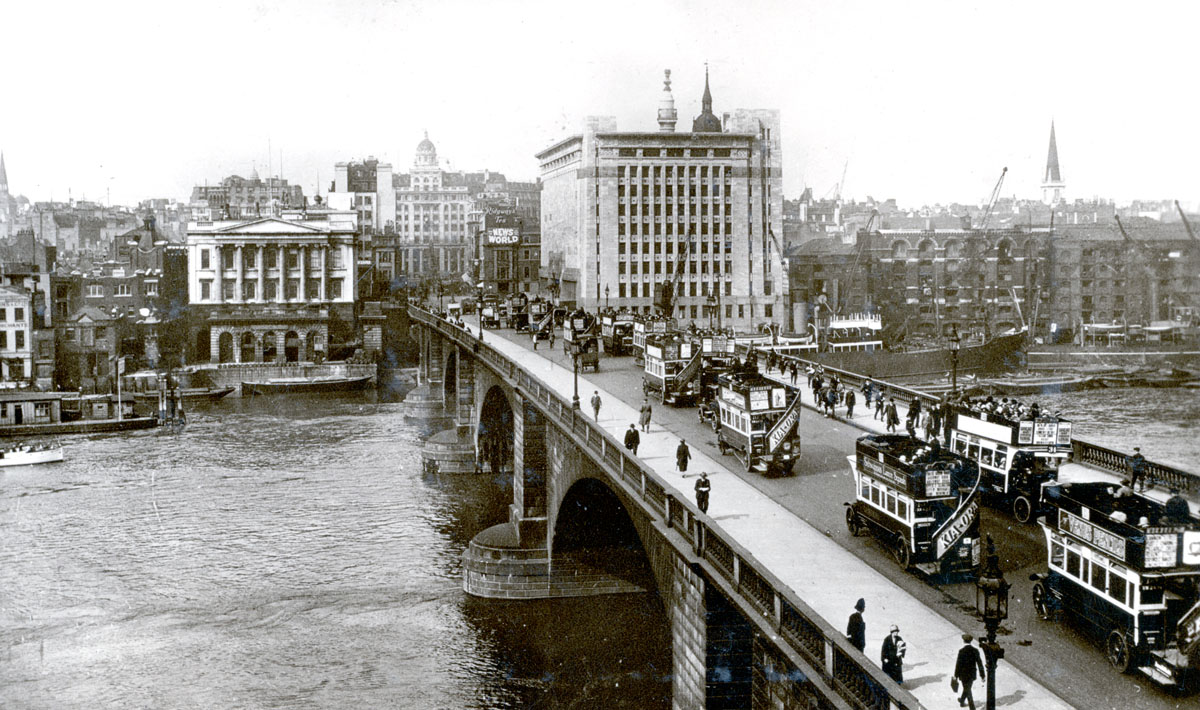
El 'Nuevo Puente de Londres' ampliado (1927).

Manteniendo el papel de ingeniero consultor del Puente de la Torre (posición que ocupó hasta su muerte en 1933), comenzó a ejercer de forma independiente en 14 Delahay Street, Westminster, en 1897. Se convirtió en ingeniero consultor de ferrocarriles y puentes para el Estado Libre de Orange.
En 1900, junto con el arquitecto Andrew Murray fueron contratados por Bridge House Estates para ampliar el 'Nuevo Puente de Londres' (construido en 1831) de 53 pies 5 pulgadas (16,3 m) hasta 65 pies 0 pulgadas (19,8 m) para hacer frente al aumento del tráfico. La obra, que consistía en nuevas aceras montadas sobre ménsula s de granito, se realizó entre 1902 y 1904 y se concluyó sin cerrar el puente. En 1968, el revestimiento de granito del puente fue vendido a un industrial estadounidense y transportado a Estados Unidos para su uso en la construcción de un nuevo puente en Lake Havasu City, en Arizona; el actual Puente de Londres se inauguró en 1973.
En 1901, ganó un primer premio de £1000 por su diseño para el Puente de la bahía de Sídney, aunque por razones financieras y políticas, su diseño no se construyó. La construcción de su diseño habría sido más del doble de costosa que el diseño que quedó en segundo lugar en la competencia, realizado por Norman Selfe, aunque un comité de expertos informó que ninguno de los diseños era satisfactorio. Selfe ganó un segundo concurso en 1902, pero la construcción de su diseño nunca comenzó debido a una desaceleración económica y un cambio de gobierno en 1904.

### Sir John Wolfe Barry & Partners

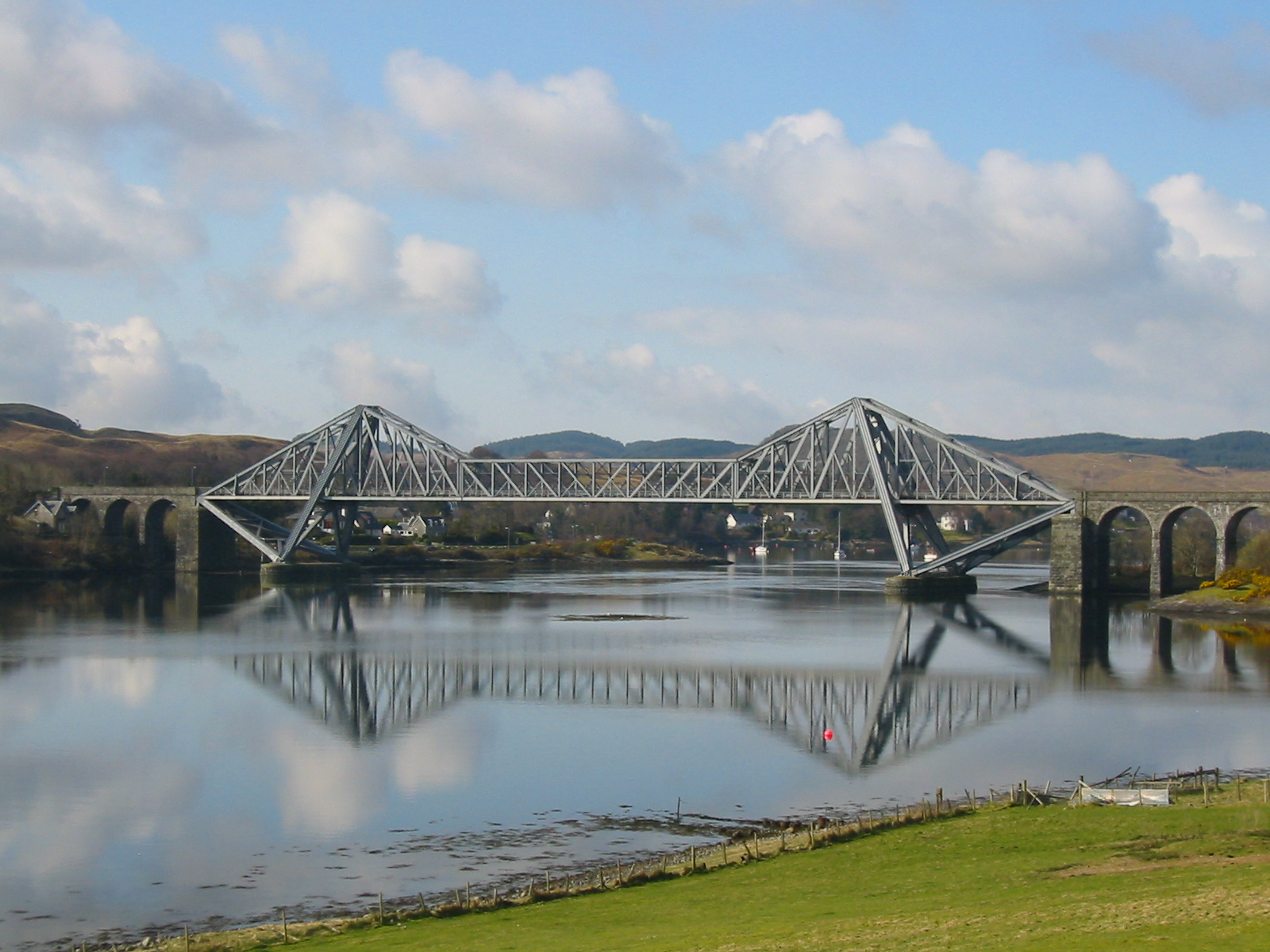
Puente Connel.

En 1901, fue invitado por Sir John Wolfe Barry a reincorporarse a su empresa como socio de Barry. Asumió la responsabilidad de varios proyectos de puertos y muelles, supervisando diseños de puentes, grúas y maquinaria en los muelles de Grangemouth, Grimsby, Immingham, Middlesbrough y Newport. Fue ingeniero residente en el puente Connel en Escocia, y pasó un tiempo en la India, donde fue responsable de varios puentes en el ferrocarril de Bengala-Nagpur.
Con su compañero en la firma y segundo hijo de Wolfe Barry, Kenneth Arthur Wolfe Barry, inspeccionó más de 600 millas (966 km) de canales y navegaciones interiores para la Comisión Real de Canales y Vías Navegables en 1908 y 1909. En 1911, el nombre de Cruttwell como «alguien que ocupa un alto lugar en la profesión de ingeniería» era más conocido en todo el mundo y su llegada a Canadá justificó un titular en la prensa canadiense cuando llegó para diseñar el Puente Second Narrows en Vancouver. En 1912 diseñó un ingenioso puente levadizo hidráulico sobre el río Hull.
Su experiencia en puentes, muelles y ríos sería solicitada más ampliamente, y a nivel nacional, para proyectos de ingeniería no diseñados por él o su empresa. Por ejemplo, en mayo de 1911 fue testigo experto del Comité Selecto de la Cámara de los Lores que investigaba las quejas relativas al puerto de Dundee. En noviembre de 1912, asesoró a la investigación sobre si se debía imponer un límite de velocidad de cinco millas por hora en puente de Richmond, siendo reconocido como «el ingeniero de puentes de la eminente firma de Sir John Wolfe Barry». En mayo de 1914, compareció ante la investigación sobre los impactos de la extracción de agua del río Forth para abastecer a Glasgow. Más tarde ese año, en noviembre, se le encomendó proporcionar una evaluación pericial independiente para ayudar en un caso de arbitraje relacionado con el Royal Edward Dock en Avonmouth.
En 1912, la firma de Cruttwell, Sir John Wolfe Barry and Partners, que incluía a Sir John Wolfe Barry, Cruttwell y Kenneth Arthur Wolfe Barry, se disolvió y se reformó a partir del 1 de enero de 1913 con la incorporación de Anthony George Lyster, quien fue elegido presidente de la Institución de Ingenieros Civiles ese año. En 1913, junto con John y K. A. Wolfe Barry y Lyster, recibió el encargo de informar sobre el «atraque» del Cut navegable en Neath Harbour.
Durante la Primera Guerra Mundial, supervisó los departamentos de contratos del Departamento de Suministro de Explosivos. Después de la muerte de Sir John Wolfe Barry en 1918, Cruttwell se convirtió en socio principal de Sir John Wolfe Barry & Partners, que ya desde hacía tiempo era una «firma de ingeniería de fama mundial». Continuó viajando extensamente para importantes proyectos de ingeniería alrededor del mundo, en 1923 llegó a Sídney para licitar el Puente de la bahía de Sídney y su llegada fue anunciada como la «llegada del famoso diseñador». En 1925 se convirtió en ingeniero consultor de la Comisión Imperial de Tumbas de Guerra, que era responsable de todas las tumbas de guerra de las tropas muertas durante la Primera Guerra Mundial.

### Legado
En junio de 2024, fotografías nunca antes vistas del Puente de la Torre cuando se abrió al público por primera vez, descubiertas por los descendientes de la familia de Cruttwell, se exhibieron en monolitos en una exposición al aire libre al otro lado del puente. Estas fotografías y la exposición formaron la pieza central de «Launching A Landmark», una celebración del 130 aniversario de la apertura del Tower Bridge, que también vio el lanzamiento de un nuevo sitio web que destaca el papel de Edward Cruttwell en la construcción del Tower Bridge, así como más información sobre la vida de Cruttwell descubierta por su familia.

## Instituciones
Propuesto por Henry Brunel para ser miembro de la Institución de Ingenieros Mecánicos en 1898, la creciente reputación de Cruttwell quedó demostrada por quienes apoyaron su solicitud, entre los que se encontraban los destacados ingenieros Beauchamp Tower y Charles Hawksley, así como John Wolfe Barry.
Antes de ser miembro del IIM, fue miembro asociado de la Institución de Ingenieros Civiles desde 1883 y se convirtió en miembro de pleno derecho en marzo de 1888. Ganó dos premios Telford y una medalla George Stephenson por sus artículos de la década de 1890 sobre el diseño del Puente de la Torre. En 1912, se convirtió en miembro del Instituto de Ingeniería de Canadá.

## Vida personal
Se casó con Gwenydd Erskine el 21 de diciembre de 1893 en Bapchild, Kent. Había conocido a Erskine a través del hermano de Erskine, George Erskine, que había sido aprendiz de William Bell cuando Cruttwell era ingeniero residente asistente en Neath Harbour. Los Cruttwell tuvieron tres hijos: Clement Henry, nacido el 16 de julio de 1896; Patrick Erskine, nacido el 28 de junio de 1899; y Colin Edward, nacido el 19 de marzo de 1901.
Fue partidario del voto femenino, y en 1909 señaló que «había escrito a los tres miembros del parlamento en cuyos distritos electorales tenía derecho a votar... [y] prometió colocar sus votos en las próximas elecciones a favor de la WSPU».
Amante de la vela, obtuvo su título de capitán de yate en 1889 con su propio yate Mona, un yate de dos mástiles de 19 toneladas.
Durante su carrera, acumuló una riqueza considerable. En 1911, su residencia principal era Bayfield House, Little Bookham, cerca de Leatherhead en Surrey, una propiedad sustancial con 45 acres y 15 habitaciones. De allí se trasladó a Fox Mead, también en Little Bookham, y moriría en una cabaña cercana llamada Rosemary en Clinton Road, Leatherhead.
En 1927 tenía el equivalente a 2024 de alrededor de £5 millones y era dueño de varias propiedades, pero perdió la mayor parte de su fortuna (en acciones del ferrocarril) durante la Gran Depresión. Murió el 10 de noviembre de 1933 de trombosis cerebral y arteriosclerosis. Su esposa Gwenydd le sobrevivió y murió el 11 de enero de 1949.